# Церопегия
Церопегия (Ceropegia) е род растения от семейство Олеандрови (Apocynaceae), родом от Африка, Южна Азия и Австралия. Той е кръстен от Карл Линей, който за първи път описва този род в том 1 от неговия „Species plantarum“, който се появява през 1753 г. Родът има много на брой популярни имена, включително фенерче цвете, цвете чадър, цвете парашут, тръба на Бушман, низ от сърца (на испански), пълзяща змия, лоза от винена чаша, лоза от броеница и огърлица.

## Етимология
Карл Линей смята, че цветята изглеждат като фонтан от восък. От това произлиза научното наименование: kērós, означаващо „восък“ и pēgḗ, което означава „фонтан“ (Pooley, 1998).

## Описание
Стъблата са лозови или влечащи при повечето видове, въпреки че няколко вида от Канарските острови имат навици за изправен растеж. Сред някои видове, като Ceropegia woodii, възлите набъбват и корените се разширяват по подобен начин, образувайки клубени под повърхността на почвата. Листата са прости и противоположни, въпреки че могат да бъдат рудиментарни или да липсват. Особено при някои сочни видове листата също могат да бъдат дебели и месести.
Цветовете имат тръбесто венче с пет венчелистчета, най-често слети по върховете, образуващи чадърен сенник, клетка или подобни на придатък антени. Цветовете от този род са пригодени за опрашване от мухи. С церопегиите са свързани голямо разнообразие от видове мухи. Цветята често се надуват и се сливат в няколко точки, образувайки клетка. Мухите попадат за миг в капан вътре, като извършват опрашване, докато се движат.

## Приложение
Видовете церопегия се търгуват, отглеждат и размножават като декоративни растения. В Африка корените и листата на някои видове се консумират сурови.

## Селектирани видове
1. Ceropegia africana (Южна Африка)
2. Ceropegia ampliata (Южна Африка)
3. Ceropegia antennifera (Южна Африка)
4. Ceropegia arabica (Арабия)
5. Ceropegia arenaria
6. Ceropegia aridicola
7. Ceropegia aristolochoides (Сенегал до Етиопия)
8. Ceropegia armandii (Мадагаскар)
9. Ceropegia ballyana (Кения)
10. Ceropegia barbarta (Южна Африка)
11. Ceropegia barkleyi (Южна Африка)
12. Ceropegia bonafouxii (Намибия)
13. Ceropegia bosseri (Мадагаскар)
14. Ceropegia cancelllata (Южна Африка)
15. Ceropegia candelabrum (Азия)
16. Ceropegia carnosa (Южна Африка)
17. Ceropegia ceratophora (Канарски острови)
18. Ceropegia chrysantha (Канарски острови)
19. Ceropegia cimiciodora (Южна Африка)
20. Ceropegia crassifolia (Южна Африка)
21. Ceropegia debilis
22. Ceropegia decidua (източна Африка)
23. Ceropegia denticulata (тропическа Африка)
24. Ceropegia devecchii (източна Африка)
25. Ceropegia dichotoma (Канарски острови)
26. Ceropegia dimorpha (Мадагаскар)
27. Ceropegia dinteri (Намибия)
28. Ceropegia distincta (Занзибар)
29. Ceropegia elegans
30. Ceropegia filiformis (Южна Африка)
31. Ceropegia fimbriata (Южна Африка)
32. Ceropegia fusca (Канарски острови)
33. Ceropegia galeata (Кения)
34. Ceropegia gemmifera – Того плетеница
35. Ceropegia haygarthii (Южна Африка)
36. Ceropegia hians (Канарски острови)
37. Ceropegia intermedia (Индия)
38. Ceropegia beddomei (Западни Гхати, Индия)
39. Ceropegia jainii (Западни Гхати, Индия)[6]
40. Ceropegia juncea (Coast of Coromandel, Индия)
41. Ceropegia krainzii (Канарски острови)
42. Ceropegia leroyi (Мадагаскар)
43. Ceropegia linearis (Южна Африка)
44. Ceropegia lugardae (източна Африка)
45. Ceropegia multiflora (Южна Африка)
46. Ceropegia nilotica (източна Африка)
47. Ceropegia pachystelma (Южна Африка)
48. Ceropegia petignatii (Мадагаскар)
49. Ceropegia racemosa (тропическа Африка)
50. Ceropegia radicans (Южна Африка)
51. Ceropegia rendallii (Южна Африка)
52. Ceropegia robynsiana (басейн на Конго)
53. Ceropegia rupicola (Арабия)
54. Ceropegia sandersonii (Южна Африка)
55. Ceropegia senegalensis (Сенегал)
56. Ceropegia seticorona (източна Африка)
57. Ceropegia somaliensis (източна Африка)
58. Ceropegia stapeliiformis (Южна Африка)
59. Ceropegia stentii (Южна Африка)
60. Ceropegia striata (Мадагаскар)
61. Ceropegia succulenta
62. Ceropegia superba (Арабия)
63. Ceropegia turricula (Южна Африка)
64. Ceropegia variegata (Арабия)
65. Ceropegia verrucosa
66. Ceropegia viridis (Мадагаскар)
67. Ceropegia woodii – низ от сърца
68. Ceropegia zeyheri (Южна Африка)
69. Ceropegia Anjanerica (Западни Гхати, Индия)[7]

## Галерия
- Ceropegia stapeliiformis
- Ceropegia linearis
- Ceropegia rhynchantha
- Ceropegia fusca